# 上田のりこ
上田 のりこ（うえだ のりこ、12月30日 - ）は、日本の女性声優。以前は賢プロダクションに所属していた。神奈川県出身。

## 出演

### テレビアニメ
2011年
- そふてにっ（風間田綾香、赤玉中女子）
- ちはやふる（大会受付の女性、女子小学生、男子生徒）

2012年
- 機動戦士ガンダムAGE（連邦軍オペレーター）
- 銀魂'（リュー子）
- スマイルプリキュア!（子ども）
- BTOOOM!（アリサ）

2013年
- 犬とハサミは使いよう（マグロイーター、仲居）
- ダンボール戦機WARS（笹川ノゾミ）

2014年
- クレヨンしんちゃん（女の子C）
- 少年ハリウッド -HOLLY STAGE FOR 49-（女性）
- パックワールド（女子生徒）

2015年
- うしおととら（女性レポーター）
- パンチライン（井路芽子）
- プリパラ（客）

2016年
- Rewrite（ぱに、津久野 / 長居）
- ドラえもん（テレビ朝日版第2期）（ルミ子、女の子）

### OVA
- 機動戦士ガンダムAGE MEMORY OF EDEN（2013年、アマデウスクルー）
- 12歳。（2015年、女子1） - 『ちゃお』2015年1月号付録

### ゲーム
2011年
- 最後の約束の物語（ラン）
- Rewrite（ぱに）
- ファイナルファンタジーXIII-2

2012年
- アクセル・ワールド 銀翼の覚醒（女性エキストラ）
- 倭人異聞録 〜あさき、ゆめみし〜（速女）
- ジェネレーション オブ カオス6（シェリー）
- Rewrite Harvest festa!（ぱに）

2013年
- ダンボール戦機ウォーズ（笹川ノゾミ）
- SOUL SACRIFICE DELTA

2014年
- 真・三國無双7 Empires（エディット音声〈女・勝気1、冷静2〉）
- 闘神都市（アプロス）

2016年
- パンチライン

2017年
- ブレイブソード×ブレイズソウル（アリエシア、アスラペイン、騎槍、闇、杖棒）
- クイズRPG 魔法使いと黒猫のウィズ（リコラ・ラレット）

### ドラマCD
- IS 〈インフィニット・ストラトス〉 ボイスドラマ&キャラクターソングCD5（黒ウサギ隊）
- 倭人異聞録 あさき、ゆめみし「迷探偵・神様トリオ」（速女）
- 二川くんは恋したい!（女子大生5）
- ノンフィクションシリーズ 同居CD（アイドル）

### 吹き替え
- リゾーリ&アイルズ4

### ナレーション
- MM21 魅力発見

### ボイスオーバー
- 15th キンダーフィルムフェスティバル「うさぎのウィリーと森のともだち」（茶うさぎ）

### 舞台
- 劇団軌跡「VERY VERY Xmas!」
- フルタ丸講談 vol.2「八百長入門」[7]